# 衞胤嘉
卫胤嘉，陝西韓城縣人。清朝政治人物。

## 生平
顺治十六年（1659年）己亥科進士，官湖廣石首县知县。
- 《调弦亭》

年年春草绿衣裳，人去亭空韵自芳。
流水依稀留唱和，高山仿佛奏笙簧。
但邀夜月钟来静，不许侯门瑟作狂。
岂谓知音千古续，鹤声清处是琴堂。